# Itter (Adelsgeschlecht)

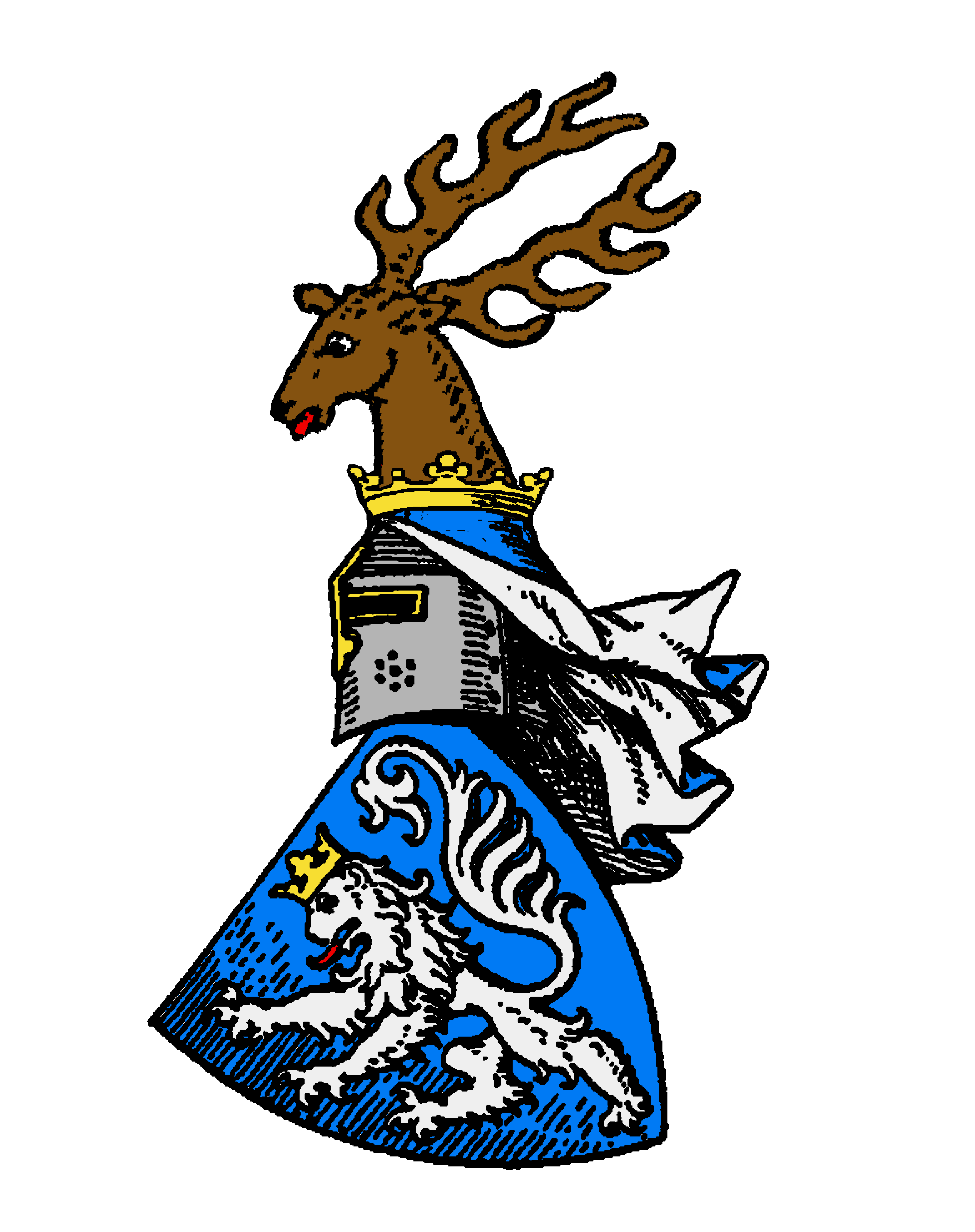
Wappen der Herren von Itter

Die Edelherren von Itter waren ein edelfreies Adelsgeschlecht mit Besitz im Itter- und Hessengau und erschienen in zwei aufeinander folgenden Stämmen.

## Wappen
Blasonierung des Stammwappens: „In Blau ein goldgekrönter, rot gezungter und -bewehrter silberner Löwe. Auf dem Helm mit blau-silbernen Helmdecken ein natürlicher Hirschkopf mit Hals.“

## Erstes Haus
Das erste Haus wird auf die Esikonen zurückgeführt, ein von Karl dem Großen in diesem Raum eingesetztes sächsisches Grafengeschlecht, das mit Hiddi (bezeugt um 813) in die Geschichte eintritt. Mit dem Aufkommen der Herkunftsnamen erscheinen deren Nachkommen in verschiedenen Zweigen als Grafen von Reinhausen und als Edelherren von Itter sowie vorübergehend auch von Warburg und von Kanstein. Sie sind seit dem 9. Jahrhundert im Ittergau und auch im sächsischen Leinegau bezeugt.
Im Jahre 1126 übertrugen die beiden Schwestern Riclind (auch Riklind und Rilind) und Frederun von Itter, Nichten und nächste Erbinnen des 1123 verstorbenen Folkmar von Itter, den von ihm geerbten Allodialbesitz an der Burg und der Herrschaft Itter an den Abt Erkenbert von Corvey bzw. an das Kloster Corvey; bei der Übertragung wurden sie von ihrem „Mundiburgo“ (Vormund) Gumbert von Warburg, ihrem nächsten agnatischen Verwandten und wohl einem Vetter ihres Onkels, vertreten. Gumberts Witwe Gepa von Arnsberg-Werl bekam die Burg Itter nach 1127 als Witwensitz und benannte sich danach.
Gepa von Itter hatte vier Töchter. Wiltrud wurde Nonne im Kloster Kaufungen. Lutrud heiratete Widekind I. von Schwalenberg, den Stammvater der Grafen von Waldeck. Berta oder Mechthild heiratete den Stammvater des zweiten Hauses Itter, dem sie u. a. Burg und Herrschaft Itter einbrachte. Gepa selbst gründete mit ihren Töchtern 1131 das Kloster Aroldessen, ein Augustiner-Chorfrauen-Stift. 1526 wurde das Kloster von den Grafen von Waldeck säkularisiert; es ging in ihren Besitz über und wurde später zum Residenzschloss Arolsen umgebaut.

## Zweites Haus
Aus der Ehe einer Tochter Gepas, wohl Mechthild, mit dem Grafen Konrad I. von Everstein (Inhaber der Gaugrafschaft Medebach und Vizevogt des Klosters Helmarshausen) entsprangen vermutlich zwei Söhne. Thietmar (1144 bezeugt) begründete die bei Paderborn gelegene Herrschaft Büren auf Allodialbesitz der Grafen von Arnsberg-Werl, während Gerlach (1144 Vogt von Medebach, 1167 von Itter, Vizevogt von Helmarshausen) zum Ahnherrn des zweiten Hauses Itter wurde, welches im Mannesstamm mit Erasmus von Itter 1443 ausstarb.
Das heute im Edersee versunkene Kloster Berich geht möglicherweise auf eine Gründung der Herren von Itter zurück. Im Jahre 1196 gründete ein gewisser Egeloff, in dem ein Herr von Itter vermutet wird, dieses Kloster; Hermann II. von Itter war bei der Inschutznahme des Klosters durch den Mainzer Erzbischof als Zeuge zugegen. Konrad I. von Itter (1185–1242) war ebenfalls Schutzvogt des Klosters Berich; auch gründete er 1242 das Zisterzienser-Nonnenkloster Butzebach, das 1245/49 nach Frankenberg verlegt und St. Georgenberg genannt wurde.
Konrads I. jüngerer Bruder, Hermann dictus Penceler (Benzelere, Penzeler) (1201–1260), wurde zum Begründer der noch heute bestehenden Nebenstämme Benteler und Bentler. Ein weiterer Bruder Konrads I. war Heinrich genannt Pampis, der als Burgmann der Grafen von Ziegenhain für den Zeitraum von 1215 bis 1240 mehrfach in einer Soester Urkunde von 1232 erwähnt wird. Er ist der Vorfahre von Heinrich Pampus von Soenchenrode, der nach seiner Heirat mit Grete von der Hoven den Namen von der Hoven mit dem Zusatz Pampus annahm, Schultheiß zu Schönstein und Wissen wurde und von 1437 bis 1448 ein Burglehen zu Schönstein-Graben in Wissen an der Sieg innehatte.
Konrad I. hatte vier namentlich bekannte Kinder: Reinhard I. († 1267), Konrad II. († 1250), Jutta und Heinrich II. († 1252). Ein Sohn Reinhards I., Dietrich II. von Itter († 1321), war von 1310 bis 1321 Bischof von Paderborn.
1356 starben der Edelherr Heinemann von Itter und sein Sohn Heinrich – einer von beiden eines natürlichen Todes, der andere wurde von einem „Vetter“ von Itter (Neffe bzw. Onkel) ermordet. Danach kam jeweils eine Hälfte seines (Haupt)teils der Herrschaft Itter an Mainz und Hessen. Die Witwe Heinemanns, Margarethe, verkaufte ihnen ihre Rechte jeweils für 900 Mark Silber. Den mainzischen Anteil verpfändete der Erzbischof 1359 an den Grafen Otto II. von Waldeck, der 1357 oder kurz danach Margarethe, Heinemanns Witwe, geheiratet hatte. Im Jahr 1408 leistete der letzte männliche Spross des Geschlechts, Erasmus von Itter († 1443), endgültig Verzicht auf das Erbe Heinemanns, und auch der ihm verbliebene kleine Teil der Herrschaft Itter kam nach seinem Tod durch Kauf an die Landgrafen von Hessen, die später auch die Mainzer und Waldecker Teile erwarben.
Als Territorium der späteren Landgrafschaft Hessen-Darmstadt wurde Itter mehrfach als Paragium an nachgeborene hessische Prinzen gegeben.

## Die Herrschaft Itter im 14. Jahrhundert
Neben seinem Hauptterritorium an der Eder, das sich von Dorfitter im Norden bis vor Altenlotheim im Süden und von der Orke im Westen bis zur Werbe im Osten erstreckte, besaß das Haus Itter im Norden die Exklave Höringhausen, im Nordwesten die Exklave Eimelrod und um die Herrschaft herum eine Menge Streubesitz. Außerdem lässt sich weiterer Streubesitz um Arnsberg, Soest, Erwitte, Lippstadt und Paderborn nachweisen. Möglicherweise gab es noch weiteren Besitz im Bereich der Grafschaften Nassau und Diez. Der nördliche Teil der Herrschaft gehörte zum sächsisch-westfälischen Raum, der südliche Teil zum fränkisch-hessischen. Der nördliche, größere Teil gehörte kirchlich zum Bistum Paderborn, der südliche zum Erzbistum Mainz.
Lehnsherr war der Abt von Corvey auf Grund der Lehensauftragung des allodialen nördlichen Teils der Herrschaft durch das erste Haus Itter im Jahre 1126. Weitere Lehnsherren waren die Grafen von Arnsberg, die Landgrafen von Hessen, die Grafen von Nassau, die Grafen von Wittgenstein und Battenberg, die Grafen von Ziegenhain, die Grafen von Waldeck, die Bischöfe von Paderborn, die Erzbischöfe von Mainz und Köln, möglicherweise auch die Grafen von der Mark und von Berg, sowie das Stift Busdorf und das Abdinghofkloster in Paderborn.
Das Haus Itter hatte selbst einen Lehnshof und somit freie Vasallen aus dem Ritterstand sowie ritterliche Dienstleute (unfreie Ministeriale). Aufgrund dieser Stellung in der Lehnsordnung gehörte das Haus Itter dem mittelalterlichen Stand der Edelfreien an.